# Monument du Grauholz

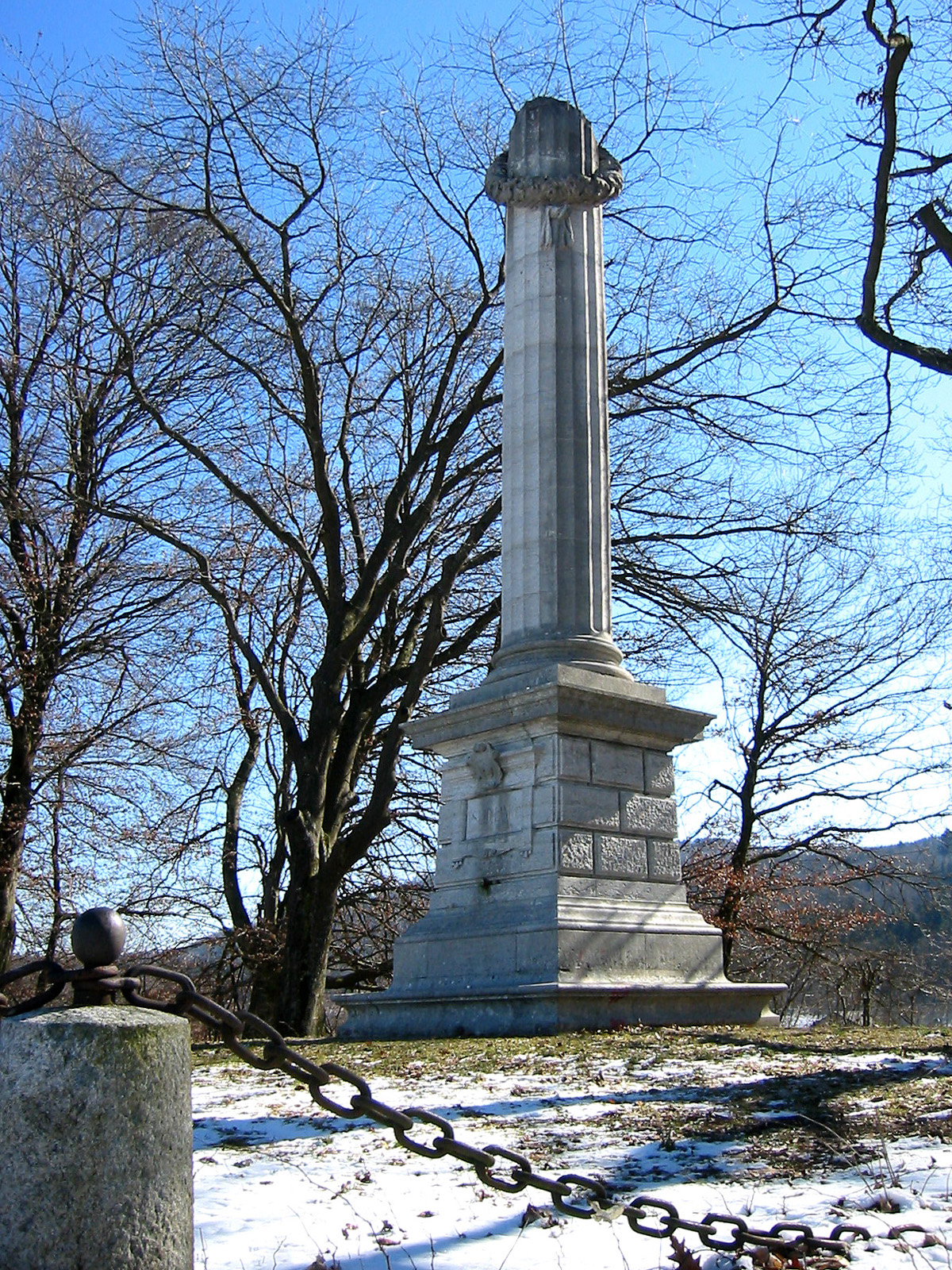
Vue du monument.

Le Monument du Grauholz est une colonne brisée portant une couronne située au Grauholz (canton de Berne, Suisse). 
Inauguré en 1886 sur commande de la Société bernoise des officiers, le monument commémore la bataille de Grauholz et rappelle « la chute de l’ancienne Confédération en 1798 ». Le socle porte notamment l'inscription Seid einig (« Soyez unis »).
Le monument est déplacé à son emplacement actuel en 1930.
Une plaque d'information est ajoutée en 2011. Devenue illisible, elle est complétée par un panneau en 2024.